# Ručně pletená krajka
Ručně pletená krajka je prolamovaná textilie s dírkami vzniklým nahazováním a ubíráním oček v jednom řádku.

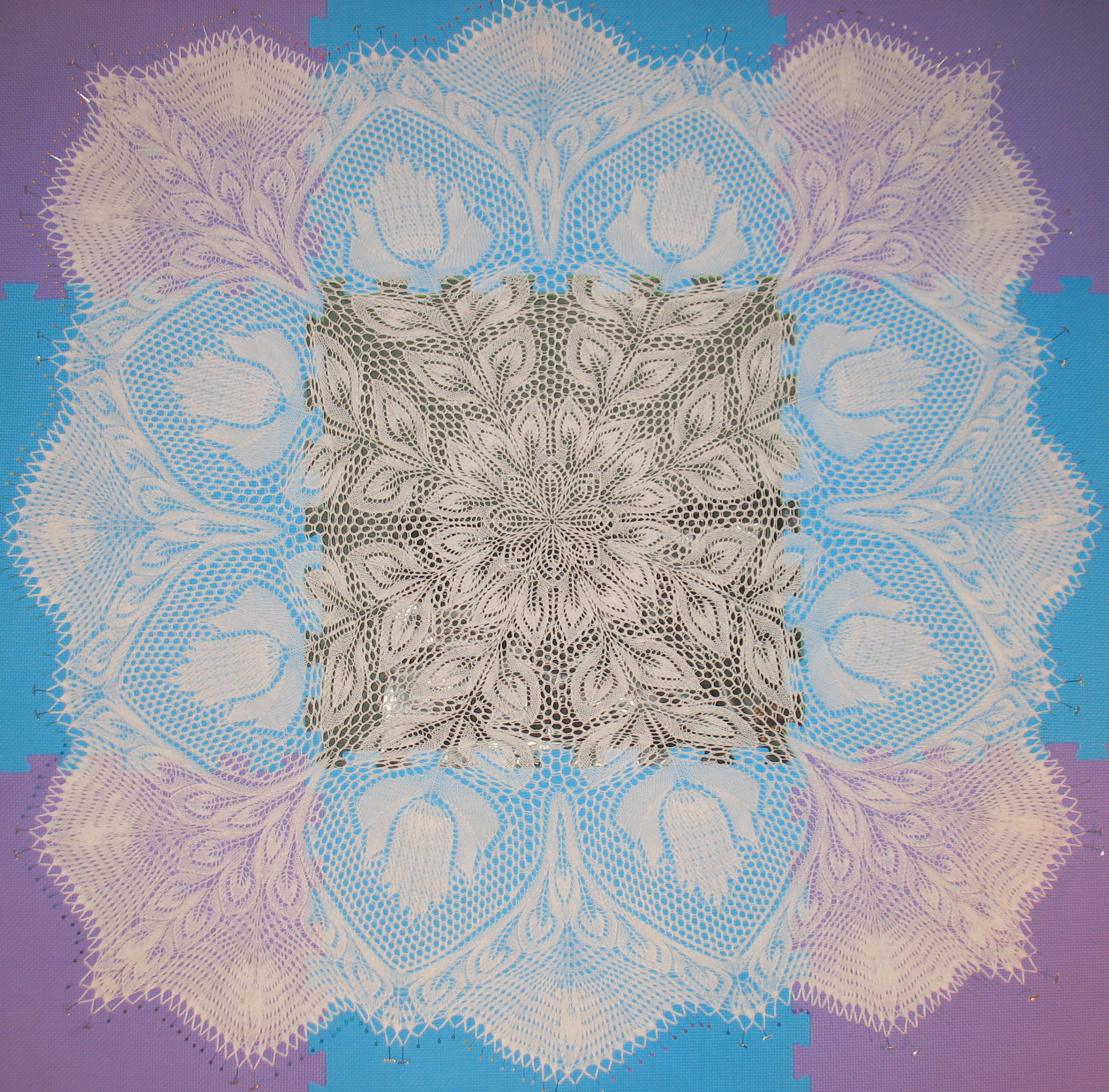
Ubrus z pletené krajky z roku 2010 (podle vzoru „Lyra“ návrháře H. Niebliga)

Ručně pletená krajka se vyrábí řemeslně i amatérsky hlavně v Evropě. K nejstarším (asi od konce 18. století) a nejznámějším druhům patří orenburská, estonská a shetlandská krajka.

## Historické krajky

### Orenburská krajka
Jemné prolamované pleteniny se začaly vyrábět v okolí Orenburgu ve 2. polovině 18. století. Příze na krajku se předou ručně ze směsi obsahující velmi jemná vlákna (Ø 15 µm) ze srsti orenburské kozy. Z několika variant je známá např.  
- Krajka s plástvovým vzorem z příze (100 tex) skané z 50 % kozí vlny a 50 % přírodního hedvábí[3]
- Krajka s tradičními motivy z příze (128 tex) ze směsi kozí vlna/ merinová vlna (80/20)[4]

### Estonská krajka
Charakteristickým rysem estonské krajky jsou nopky (dvojitá očka). Každé očko je umístěno tak, aby bylo v souladu se středem výrobku, zvlněné kraje si udržují tvar i po vyprání krajky. V estonském městě Haapsalu je známé pletení krajkových šátků od začátku 19. století.

### Shetlandská krajka
Z neprané shetlandské vlny se na vertikálním kolovratu vyrábí velmi jemná česaná příze, k pletení dvojmo skaná. Krajky jsou vzorované v mnoha variantách, pletou se s rovnou jehlicí. Nejjemnější krajkový šátek se má dát protáhnout snubním prstenem. Řemeslná výroba pletené krajky začala na shetlandských ostrovech ve 30. letech 19. století.

## Moderní pletené krajky
Ve 20. století inspirovaly historické krajky německého návrháře Nieblinga. Vyvinul vlastní styl pletení a vyvzoroval zejména ve 30. letech několik set výtvorů. K jedinečným exemplářům patří např. ubrus o velikosti 1 m² a váze 30 g.
Zájmový klub Ravelry nabízí v roce 2024 ve svém katalogu návody na pletení z více než 500 Niblingových vzorů, které dosud využilo několik tisíc zájemců.

## Galerie pletených krajek

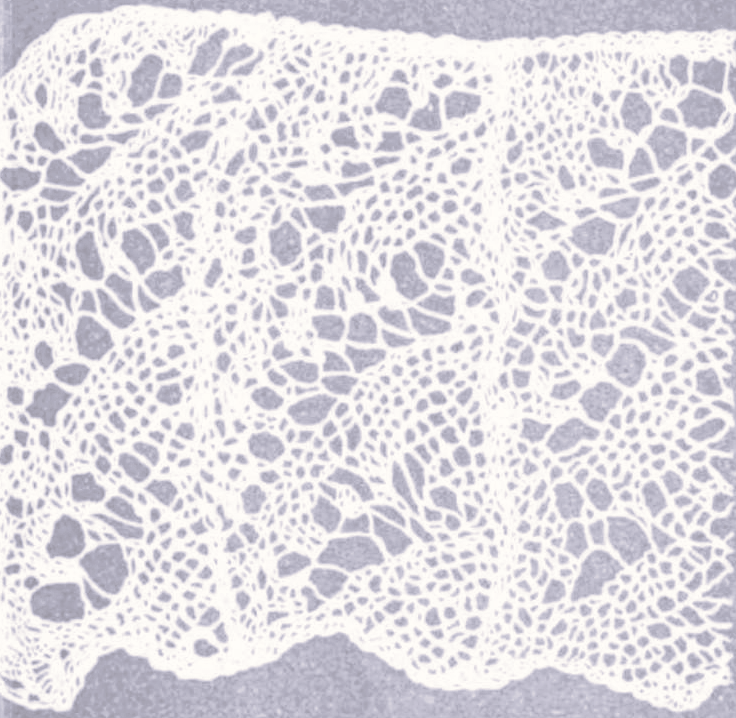
Shetlandská krajka asi z roku 1840
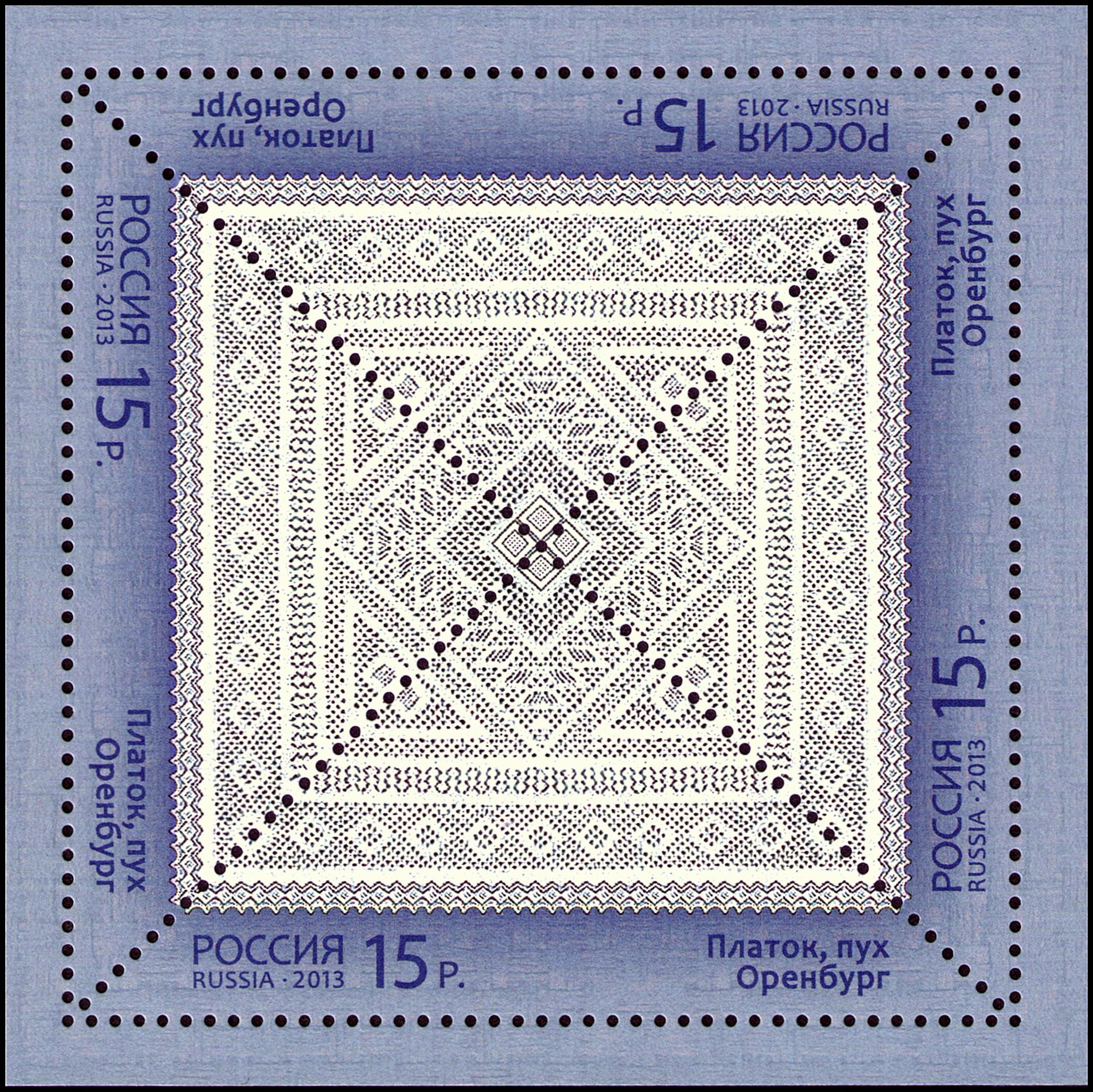
Orenburská krajka na ruské poštovní známce z roku 2013
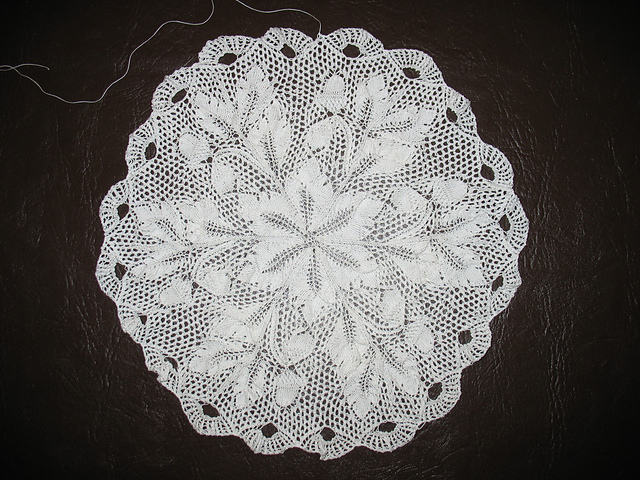
„Ojíněná kapradina“, servítek podle H. Nieblinga (2008)
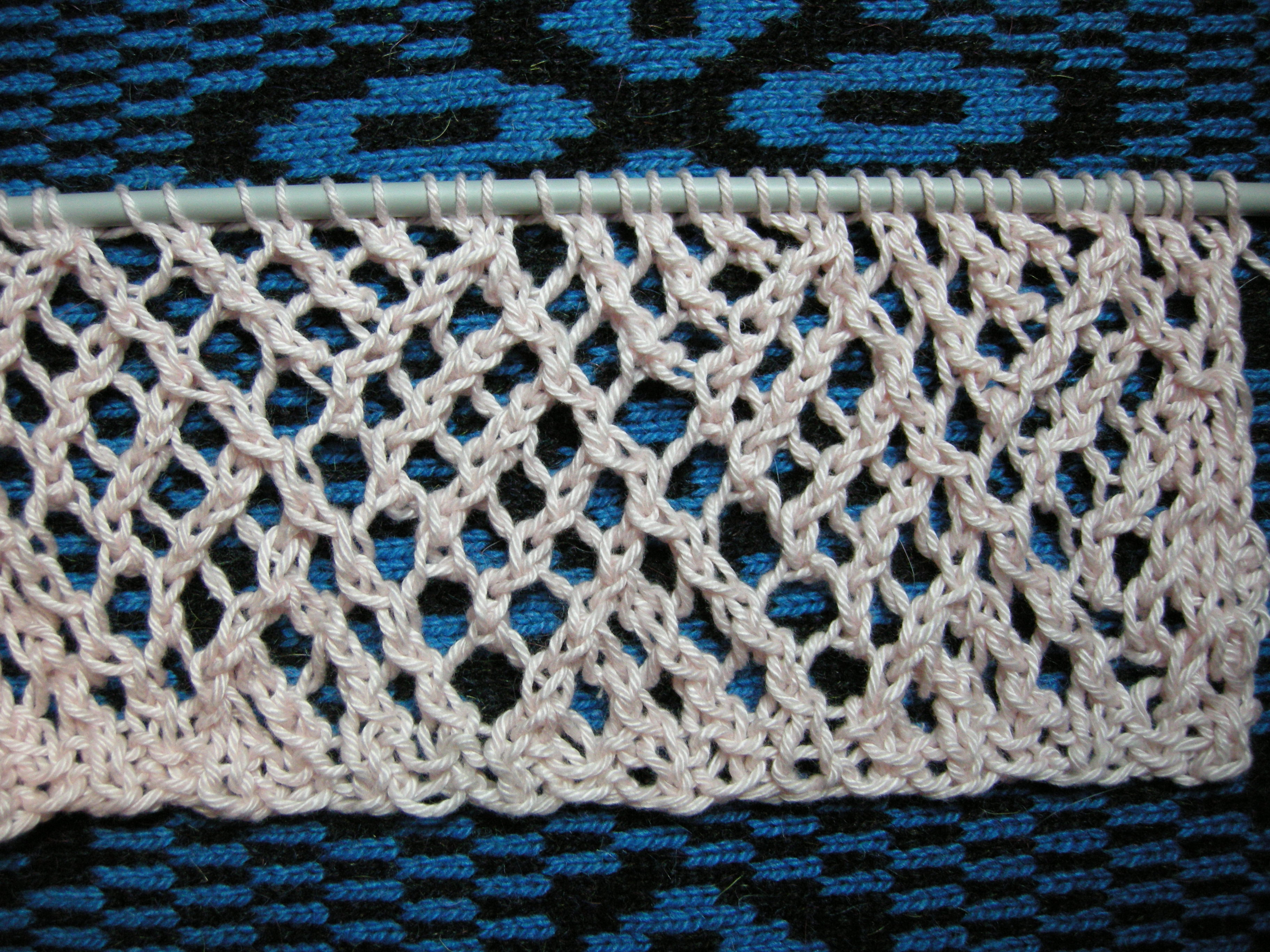
Pletení krajky podle modelu „Blithe“ návrhářky Wallinové (2010)
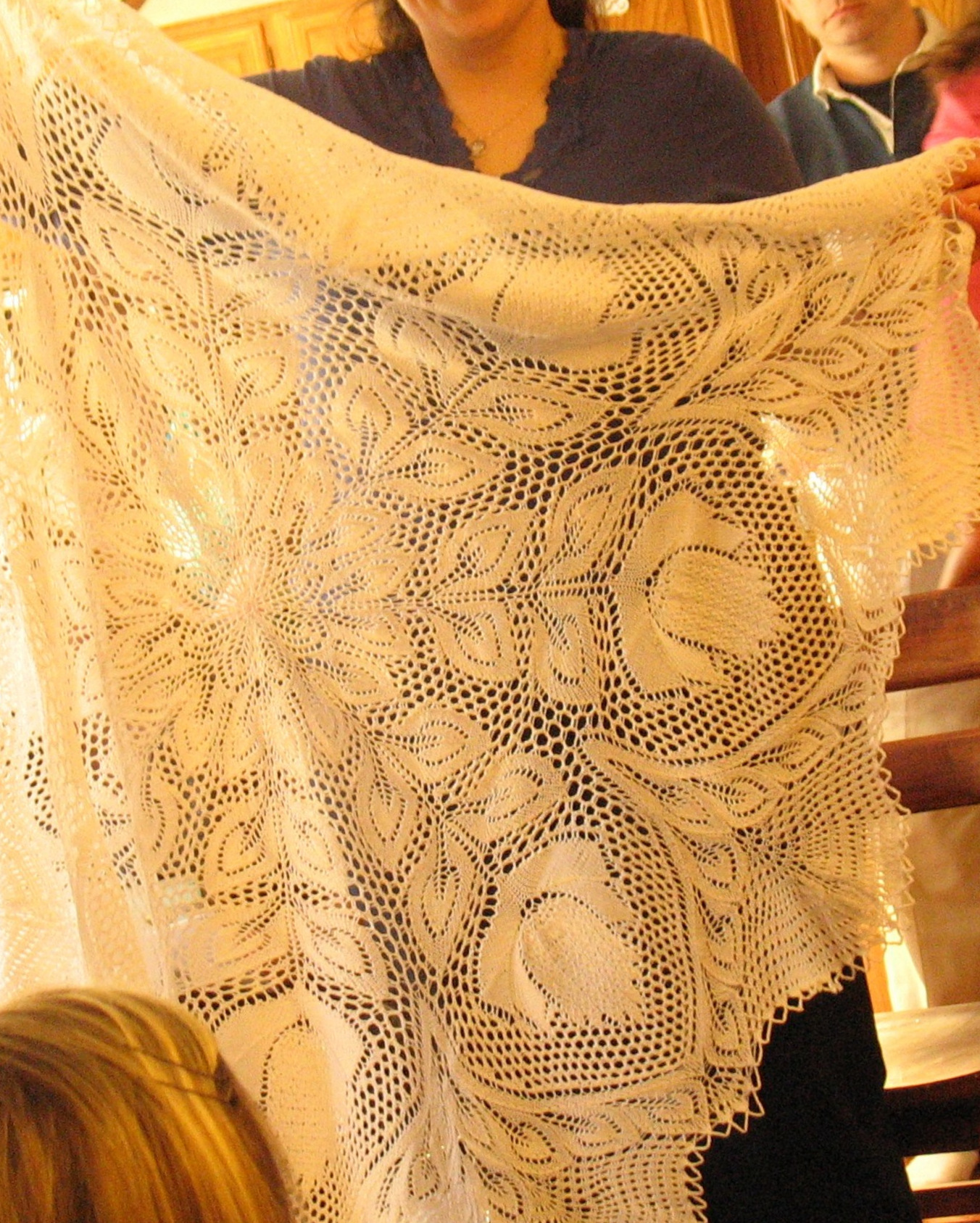
Ubrus podle vzoru „Lyra“ návrháře H. Nieblinga (2010)